# Plaza de Toros de Béjar

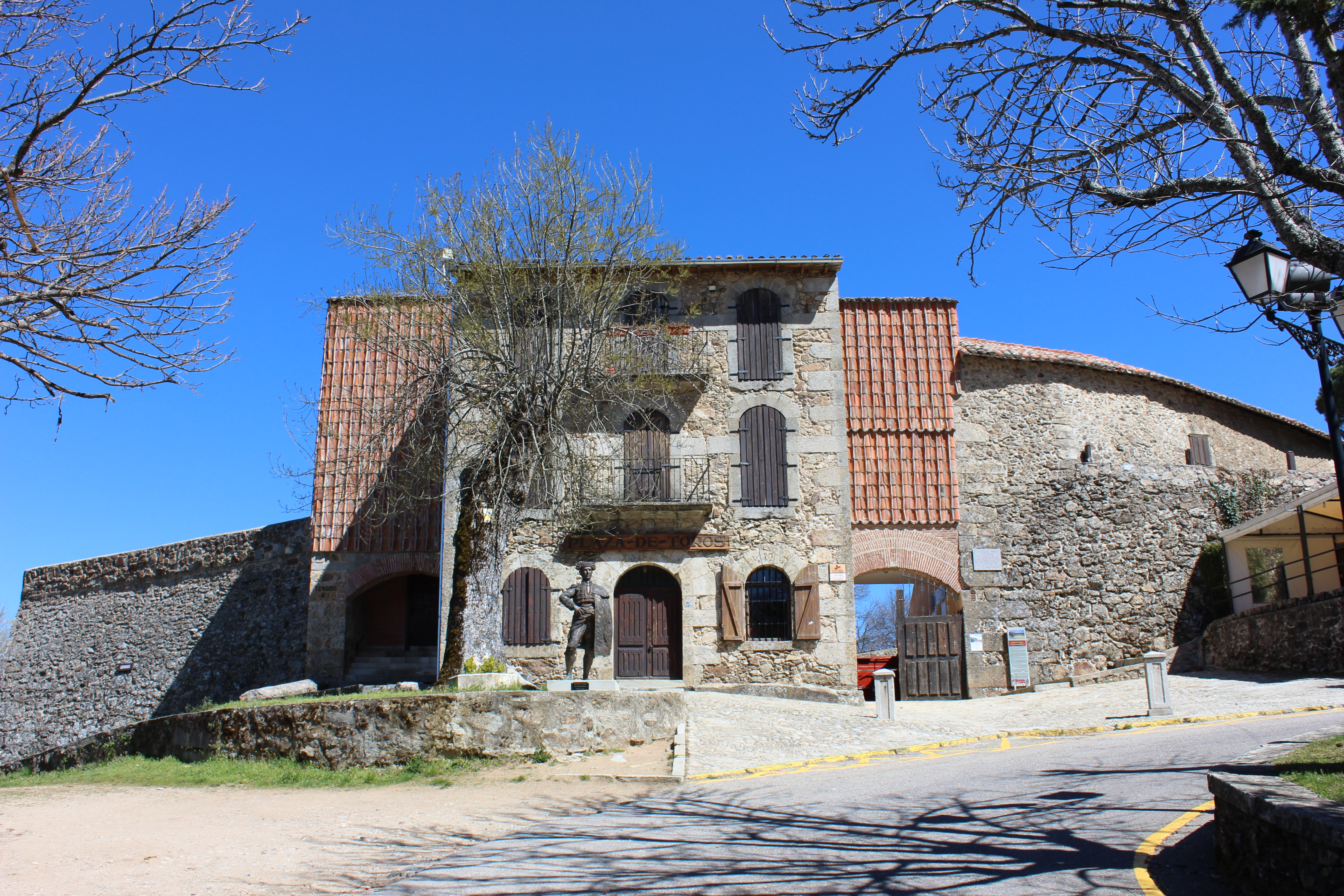
Béjar – Plaza de Toros

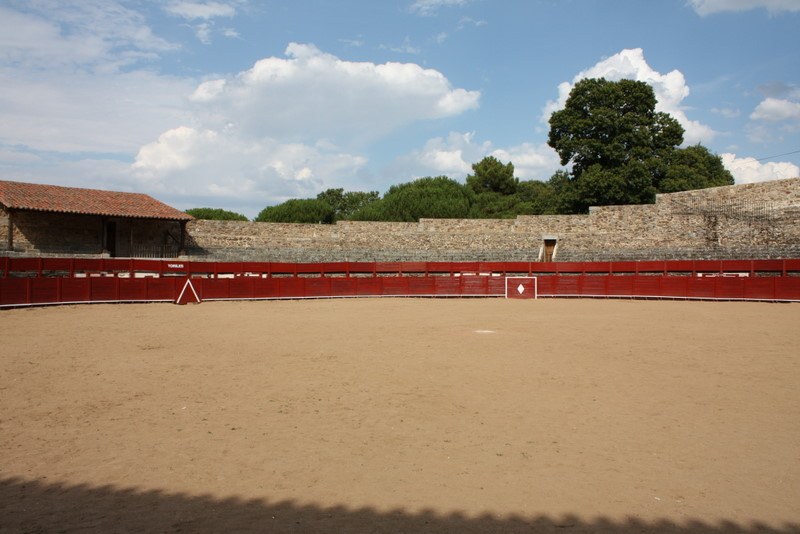
Béjar – Plaza de Toros

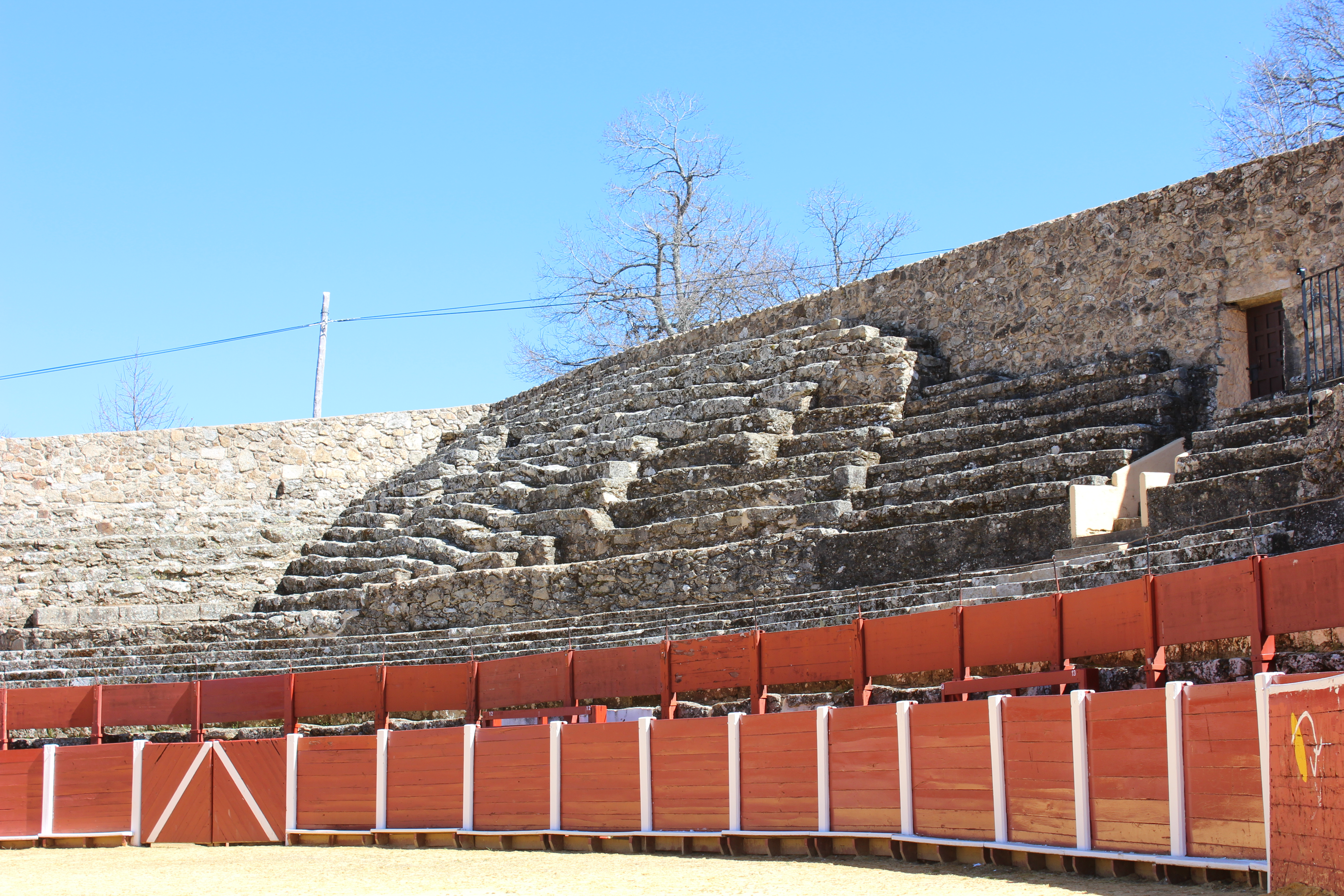
Béjar – Plaza de Toros

Die Plaza de Toros der altkastilischen Stadt Béjar im Süden der Provinz Salamanca ist die älteste steinerne Stierkampfarena Spaniens und somit auch die erste steinerne Freiluftsportstätte im neuzeitlichen Europa.

## Geschichte
In Spanien gibt es eine bis ins Mittelalter (und vielleicht sogar bis in die Antike) zurückreichende Tradition des Stierkampfs (corrida). Die Veranstaltungen fanden zunächst auf abgesperrten innerstädtischen Plätzen statt (z. B. Plaza de Coso in Peñafiel); später wurden auch größere Arenen in Gerüstbauweise erstellt und nach den jeweiligen Veranstaltungen wieder abgebaut. Für Béjar ist eine solche Veranstaltung zu Ehren der Virgen del Castañar aus dem Jahr 1667 bekannt; eine weitere Festivität zu Ehren des späteren Königs Ludwig I. ist aus dem Jahr 1711 überliefert. Im selben Jahr entschloss man sich zum Bau einer festen Anlage aus Stein, die nicht mehr auf- und abgebaut werden musste, und wählte einen Platz ca. 1 km südlich der Stadt. Die Arena wurde drei Jahre darauf fertiggestellt.

## Architektur
Man betritt die maximal etwa 10 m hohe steinerne Arena durch nur vier Eingangstore, die jedoch nicht immer allesamt geöffnet werden. Die runde Kampffläche hat einen Durchmesser von ca. 41 m; der Außendurchmesser des gesamten Bauwerks beträgt annähernd 75 m. Die ca. 3500 Personen fassenden und oberflächlich aus großen Kalksteinblöcken, aber auch aus Bruchsteinen zusammengesetzten Zuschauerränge wurden wohl erst später durch Holzpalisaden gegen das Ausbrechen der Stiere gesichert; die oberen Ränge waren teilweise überdacht. Der repräsentative dreigeschossige Eingangsbau mit Eintrittschaltern im Erdgeschoss und Zuschauerbalkonen in den Obergeschossen entstand erst in der zweiten Hälfte des 19. Jahrhunderts.

## Statue
Zu Ehren und zur Erinnerung an Julián Casas, genannt El Salamanquino (1818–1882), einen der berühmtesten Stierkämpfer des 19. Jahrhunderts, wurde im Jahr 2011 vor dem Eingangsgebäude der Arena eine lebensgroße Bronzestatue aufgestellt. 